# 得克萨斯·柏透
德克薩斯·昆西·貝托（英語：Texas Quency Battle，1980年8月9日—）是美國的電影與電視演員，其在CBS肥皂劇《大膽而美麗》中出演的馬科斯·弗雷斯特一角最爲知名。柏透也創立了以其本人命名的「德克薩斯·柏透基金會」以幫助南非的弱勢貧困兒童。

## 生涯
柏透最早以2005年所演的體育勵志片《卡特教頭》而聞名，隔年2006年也以恐怖片《絕命終結站3》的Lewis Romero一角而紅。